# Память о Николае Пирогове
Николай Иванович Пирогов (1810—1881) — выдающийся русский хирург. В Виннице, где он умер, регулярно проводятся Пироговские чтения. Пироговское общество, существовавшее в 1881—1922 годах, представляло собой одно из самых авторитетных объединений русских врачей всех специальностей. Конференции врачей Российской империи назывались Пироговскими съездами.
Богатая коллекция документов, связанных с жизнью и деятельностью Н. И. Пирогова, его личные вещи, медицинские инструменты, прижизненные издания его произведений хранятся в фондах Военно-медицинского музея в Петербурге. Особый интерес представляют двухтомная рукопись учёного «Вопросы жизни. Дневник старого врача» и оставленная им предсмертная записка с указанием диагноза своей болезни.

Памятники
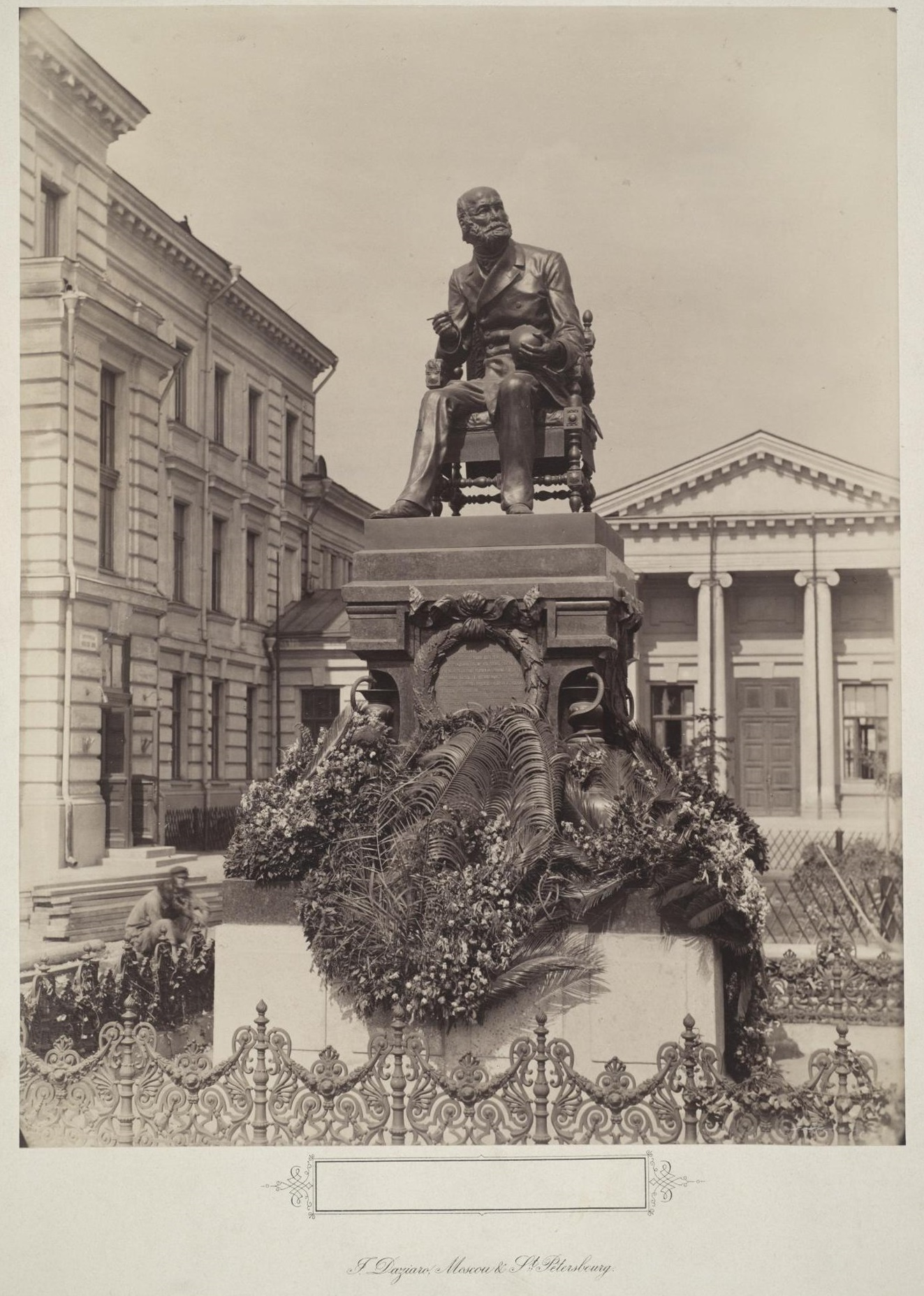
Москва. Памятник Пирогову в 1897 г.
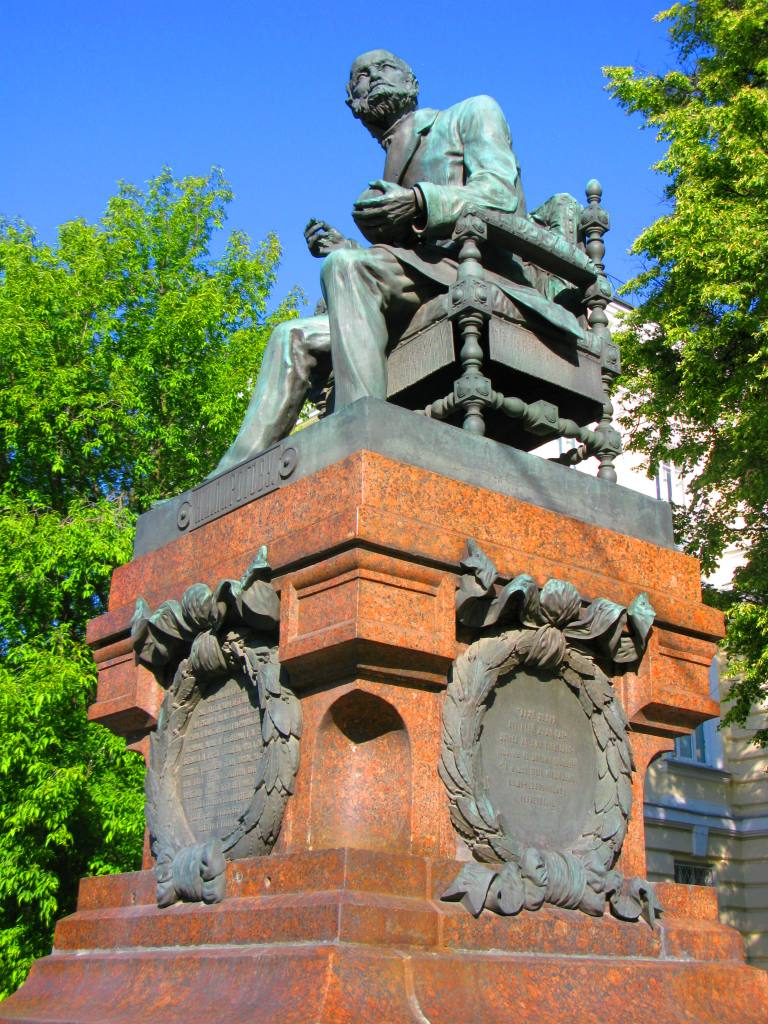
Памятник в Москве
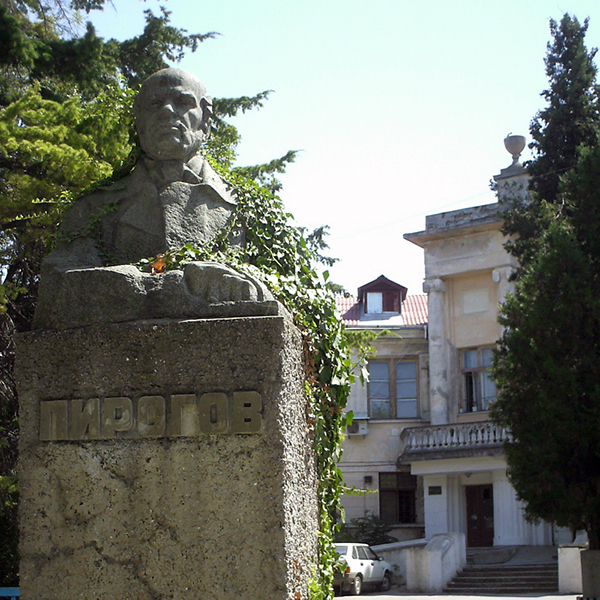
Памятник на территории Севастопольской городской больницы
Памятник в Виннице
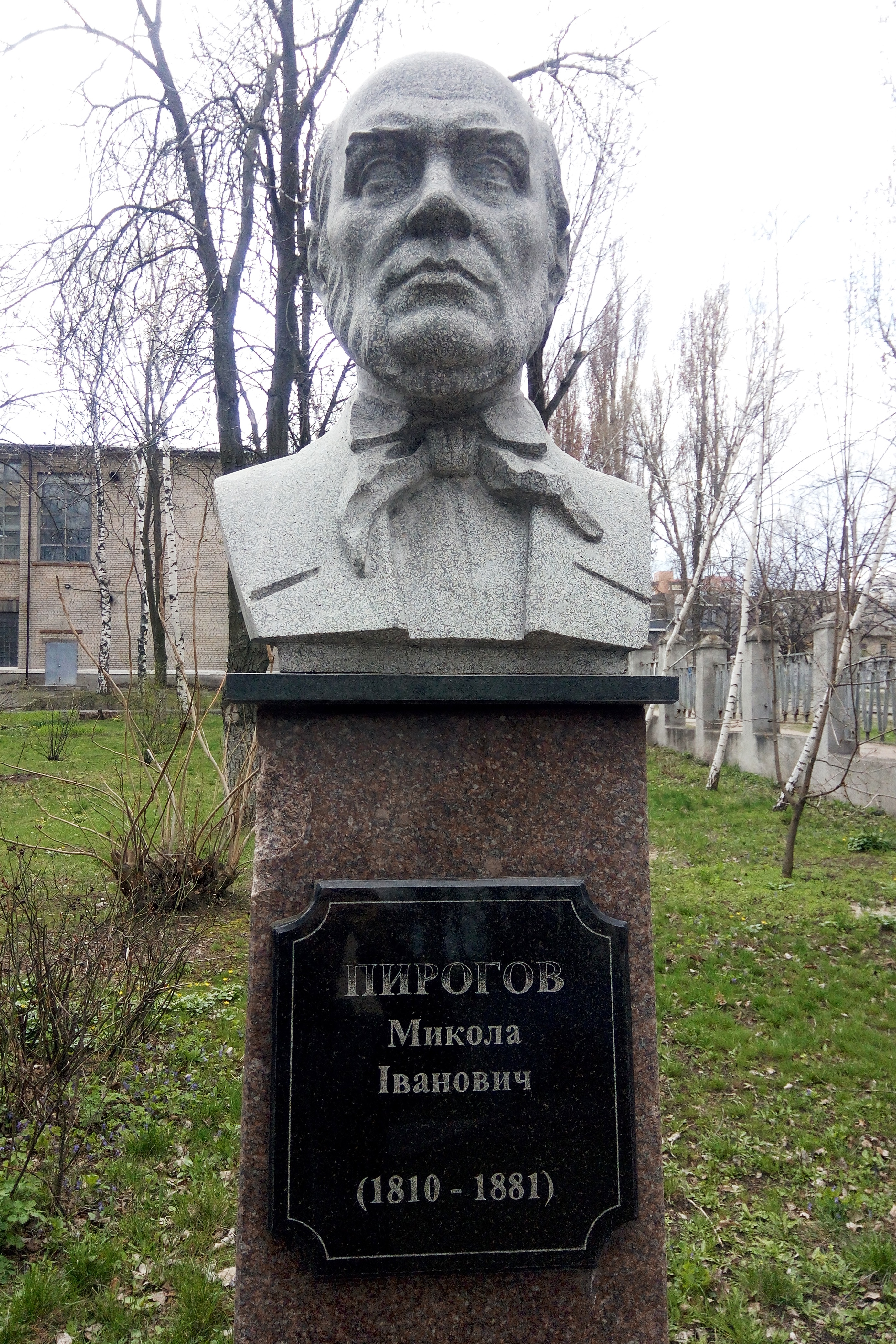
Бюст Н. И. Пирогову на Аллее учёных медицинской академии в Днепре
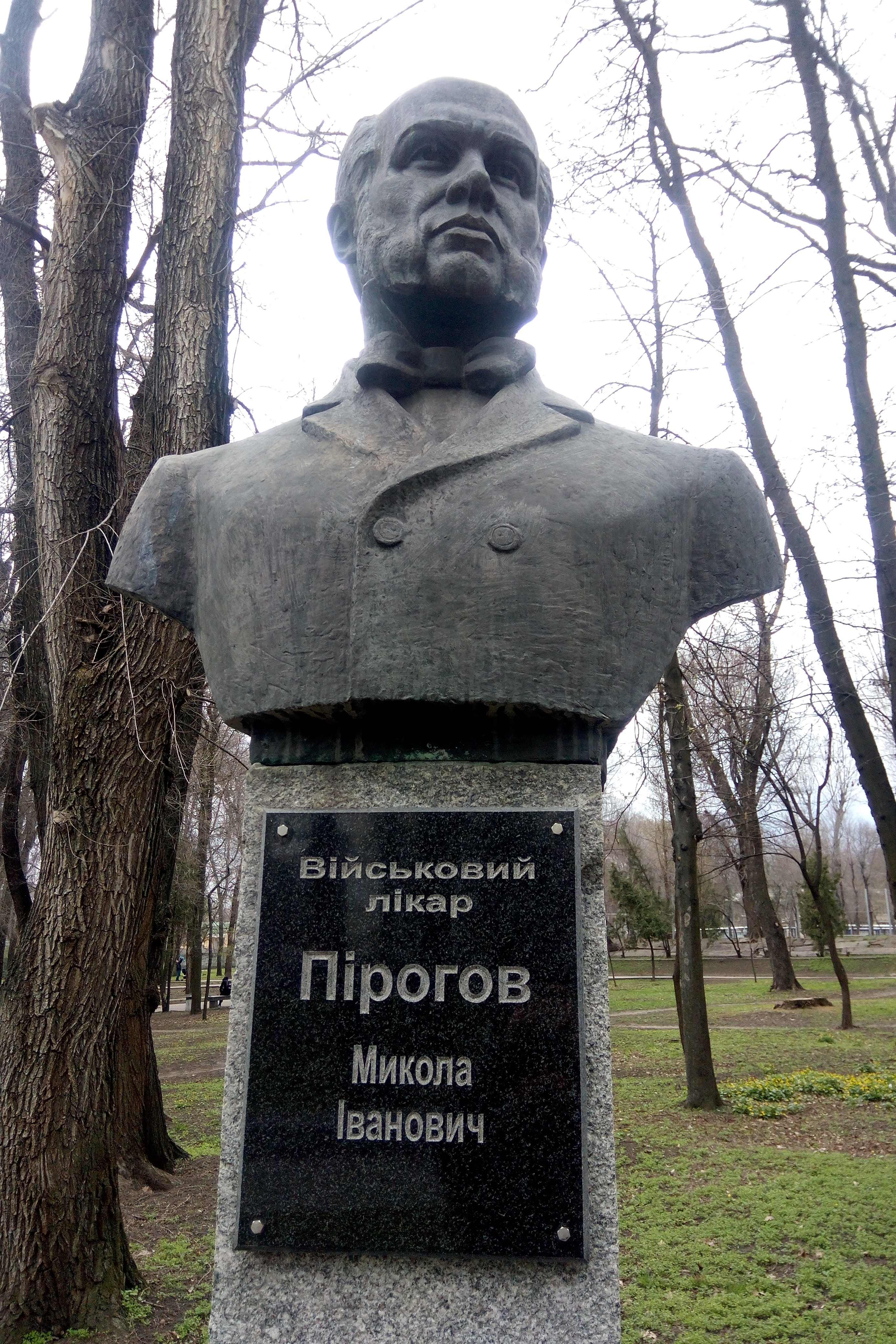
Бюст Н. И. Пирогову на аллее Севастопольского парка в Днепре

## В России

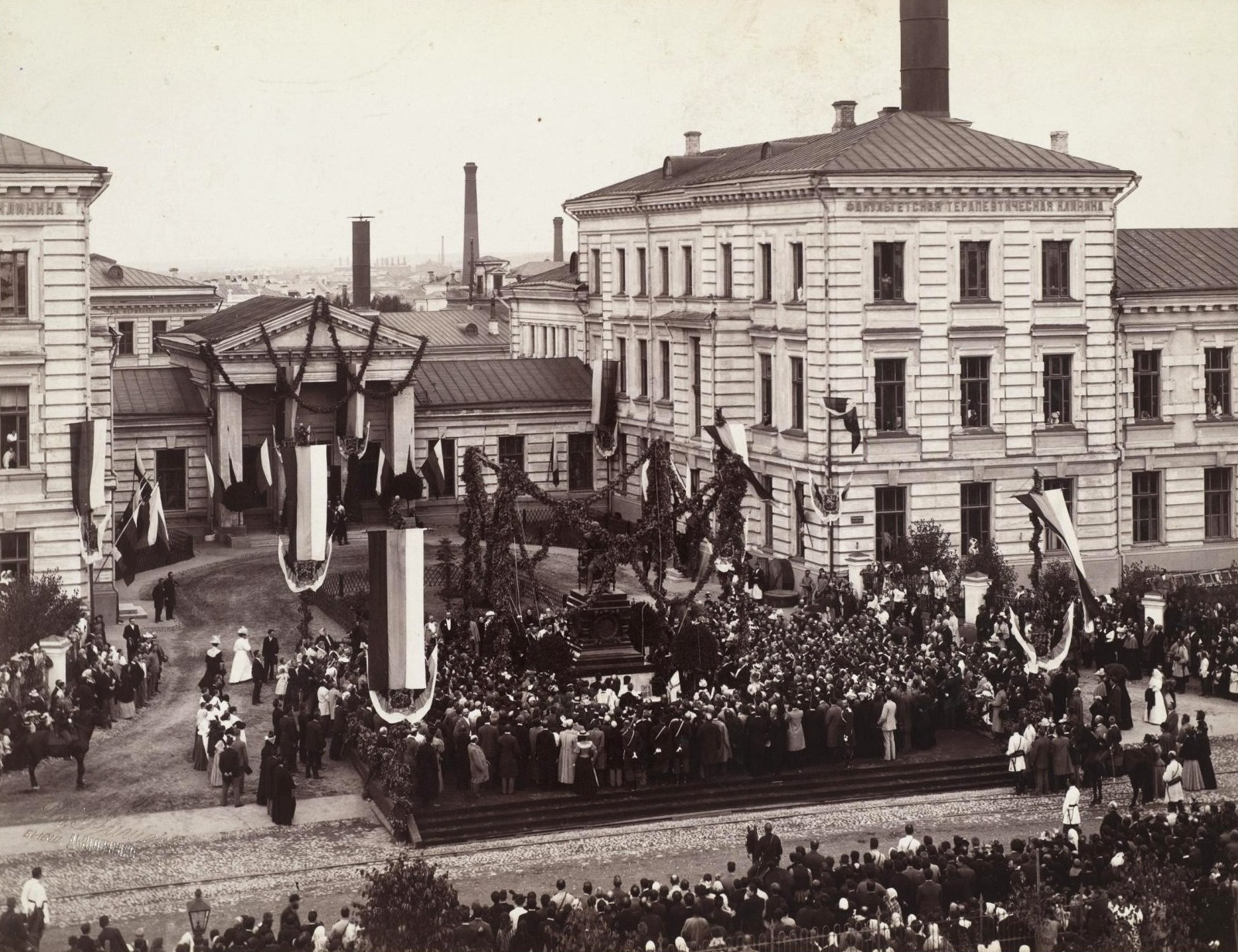
Москва. Открытие памятника Н. И. Пирогову на Девичьем поле. 1897 г.

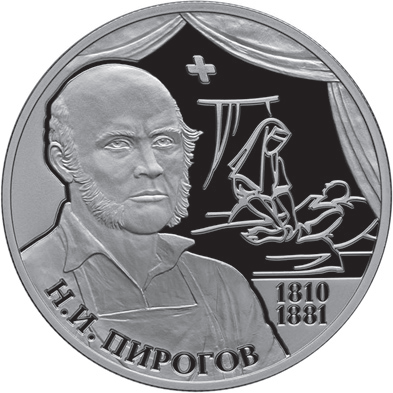
Памятная монета Банка России, посвящённая 200-летию со дня рождения Н. И. Пирогова. 2 рубля, серебро, 2010 год

- Памятник в Москве перед одним из корпусов ПМГМУ им. И. М. Сеченова на Большой Пироговской ул. (1897)
- Памятник в Санкт-Петербурге (Загородный просп. 47 — возле Военно-медицинской Академии)
- Бюст Пирогова у входа в здание Филиала «Лунёво» Московской ГКБ № 1 им. Н. И. Пирогова, расположенного в деревне Лунёво Солнечногорского района Московской области.
- Бюст Пирогова в саду ГАУЗ КО «Областной Клинический Центр Охраны здоровья шахтёров», г. Ленинск-Кузнецкий.
- Мемориальный музей Н. И. Пирогова в Санкт-Петербурге был открыт в 1897 году (снесён в 1969 году при строительстве гостиницы «Ленинград»). Музейная экспозиция восстановлена в 2018 году как Музей Н. И. Пирогова в рамках Военно-медицинского музея.[1]
- Российский национальный исследовательский медицинский университет имени Н. И. Пирогова. Имя Н. И. Пирогова носил 2-й Московский государственный медицинский институт до его преобразования в 1991 году в Российский государственный медицинский университет. (РГМУ)[2]
- Многопрофильная клиника им. Н. И. Пирогова в Санкт-Петербурге.
- Российский Национальный Пироговский комитет.
- Орден Пирогова. Учреждён Указом Президента России 19 июня 2020 года. Вручается за заслуги в здравоохранении.
- Орден Пирогова (награда Европейской Академии Естественных Наук)[3].
- В Москве Городская клиническая больница № 1, расположенная в доме № 8 по Ленинскому проспекту, носит имя Н. И. Пирогова.
- В честь Н. И. Пирогова назван астероид 2506 Pirogov.
- В Москве именем Н. И. Пирогова названы две улицы. В районе Большой и Малой Пироговских улиц в Москве сосредоточены учебные и административные корпуса, а также клинические базы РГМУ и ПМГМУ им. И. М. Сеченова. Его именем названа школа.
- Имя Н. И. Пирогова носит Российский национальный медико-хирургический центр с клиническими подразделениями в Москве, Санкт-Петербурге, Туапсе и Мурманске.
- Большая золотая медаль РАН им. Н. И. Пирогова[4].
- В Санкт-Петербурге Пироговская набережная — набережная Большой Невки от Литейного до Гренадерского моста.
- В Санкт-Петербурге в декабре 2018 года был воссоздан Музей Н. И. Пирогова на базе Военно-медицинского музея.
- В Новосибирском Академгородке улица Пирогова — это одна из главных улиц, на которой расположены клиническая больница, называемая так же, как и улица, на которой она находится, Новосибирский государственный университет, физматшкола и общежития.
- В Самаре его именем названа городская больница. На территории больницы находится памятник Н. И. Пирогову.
- В Жигулевске есть улица Пирогова. Причем на схеме «Увековечение памяти Пирогова» в музее-усадьбе вместо города Жигулевска указан Тольятти, однако улицы Пирогова в Тольятти нет. Ссылка На другом варианте схемы упоминания о Жигулевске нет.[5]
- В Тамбове его именем названа улица в центре города.
- В Оренбурге имя Н. И. Пирогова носит одна из городских больниц.
- В Рыбинске имя Н. И. Пирогова носит городская больница № 2.
- В Вологде, в Находке, в Новосибирске, Шадрихе (Новосибирская область) в Чебоксарах, в Воронеже, Новокузнецке, Ставрополе, Екатеринбурге, Рыбинске, Тюмени, Сочи, Комсомольске-на-Амуре, Ленинске-Кузнецком, Рязани, Нальчике, Астрахани, Обнинске, Якутске, Йошкар-Оле есть улица Пирогова.
- В 1947 году на «Ленфильме» был снят художественный фильм «Пирогов».
- Мурманский медицинский центр носит его имя.

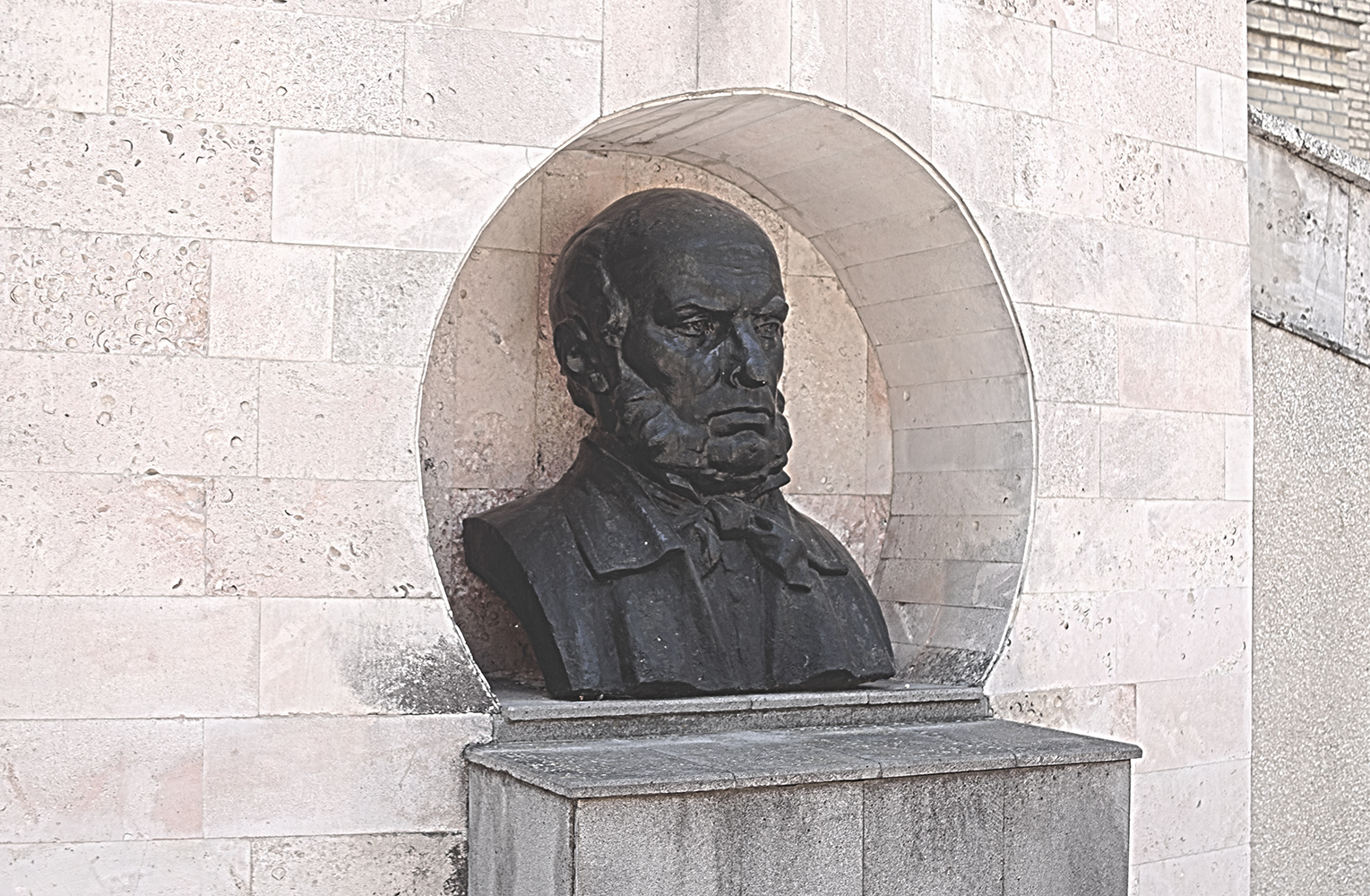
Бюст Н. И. Пирогова при входе в Пироговские ванны в Пятигорске

- В Пятигорске есть здание, носящее название «Пироговские ванны», где получали бальнеолечение (бальнео-физиотерапевтические процедуры) по методу, разработанному Н. И. Пироговым. Эта лечебница действует и сейчас. На её стене — бронзовый профиль Пирогова.
 Также в городе на улице Пирогова располагается медгородок (горбольница № 1).
- Улица Фрунзенского района г. Ярославля названа в честь учёного.
- Имя Н. И. Пирогова присвоено журналу «Хирургия. Журнал имени Н. И. Пирогова».
- На обложке «Военно-медицинского журнала» помещается изображение Н. И. Пирогова.
- Имя Н. И. Пирогова носит передвижной лечебно-консультативный центр ОАО «РЖД».
- Именем Н. И. Пирогова назван военный госпиталь в г. Владикавказе.
- На улице Пирогова в Петрозаводске расположена Республиканская больница, Республиканская станция переливания крови и другие медицинские учреждения.
- Именем Н. Пирогова назван самолёт «Аэрофлота» «Airbus A321» (бортовой номер — VQ-BED).
- В городе Томске есть улица Пирогова, а также с 1910 года имеется памятник Н. И. Пирогову Архивная копия от 16 февраля 2020 на Wayback Machine на территории медучреждения на улице Кутузова, 9/2.
- В столице Марий Эл — Йошкар-Оле — есть улица Пирогова.
- Именем Н. И. Пирогова названа гора высотой 373 метра, вблизи города Южно-Сахалинска, так же с ним связано название расположенной неподалеку горы Медика высотой 785 метров.
- В ХМАО — Югра действует плавучая поликлиника «Николай Пирогов» Архивная копия от 7 ноября 2017 на Wayback Machine.
- В районе улицы Пирогова в Улан-Удэ сгруппированы Республиканская больница, Республиканская станция переливания крови, Перинатальный центр, Клинический госпиталь ветеранов войн, Республиканская стоматологическая поликлиника и другие медицинские учреждения
- В Самарском медицинском институте разработан интерактивный анатомический стол «Пирогов»[6]
- В 2021 году Указом Президента РФ учреждён орден Пирогова

## В Крыму
- В Севастополе:

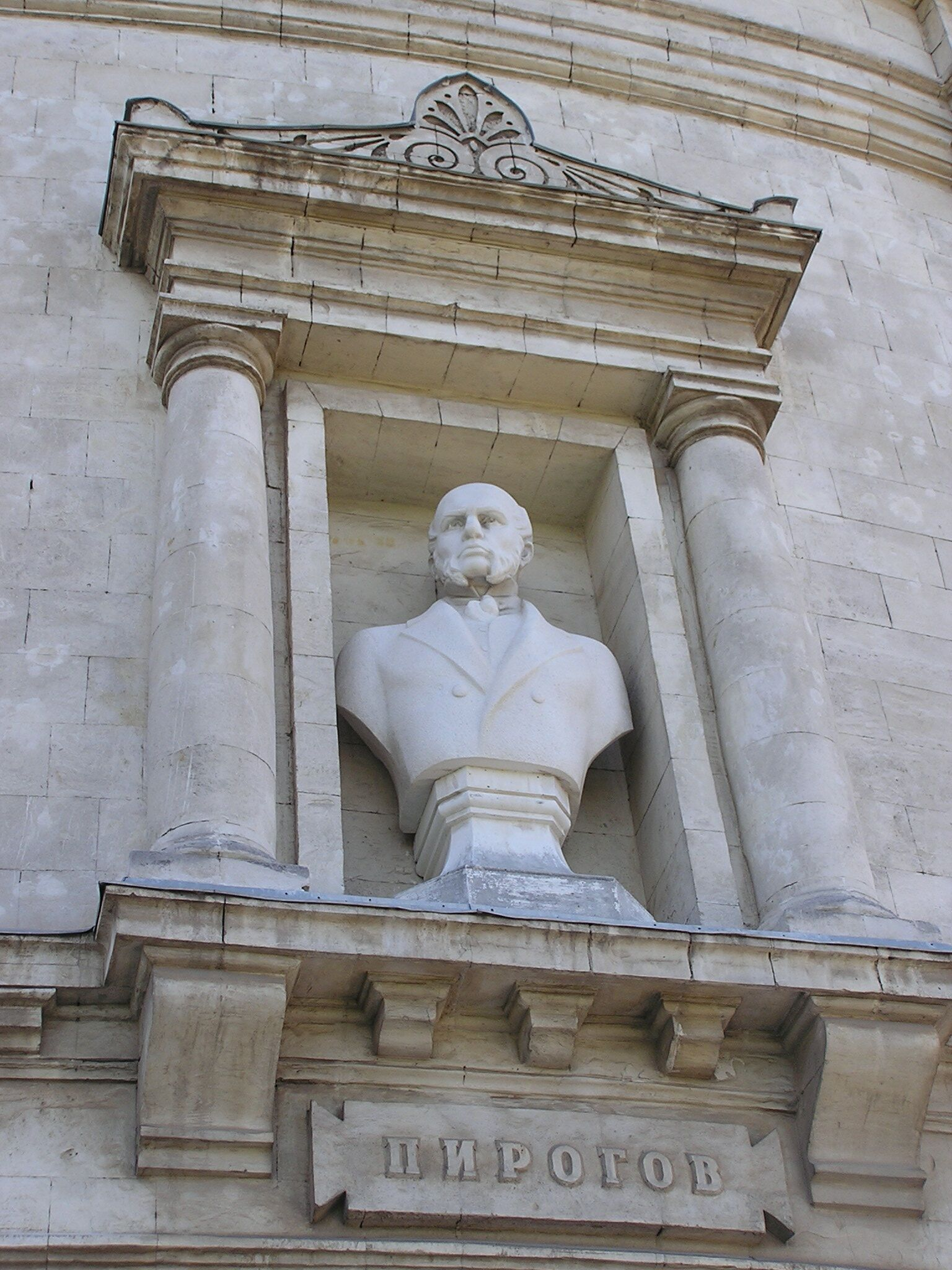
Бюст Пирогова в Панораме Первой Обороны Севастополя

  - Городская больница № 1 Севастополя носит имя Николая Ивановича Пирогова;
  - Памятник в Севастополе (в 1-й городской больнице);
  - 1472 Военно-морской клинический госпиталь Черноморского флота им. Н. И. Пирогова;
  - Изображение на полотне и Бюст Пирогова в Панораме Первой Обороны Севастополя;
  - Площадь Пирогова и Улица Пирогова;
- В Симферополе несколько мемориальных досок на зданиях, где в годы Крымской войны размещались госпитали, в которых работал Пирогов.
- В Саках в честь Пирогова назван военный санаторий, перед входом в который установлен памятник.
- в Керчи — бюст Пирогова в сквере на ул. Пирогова .

## На Украине

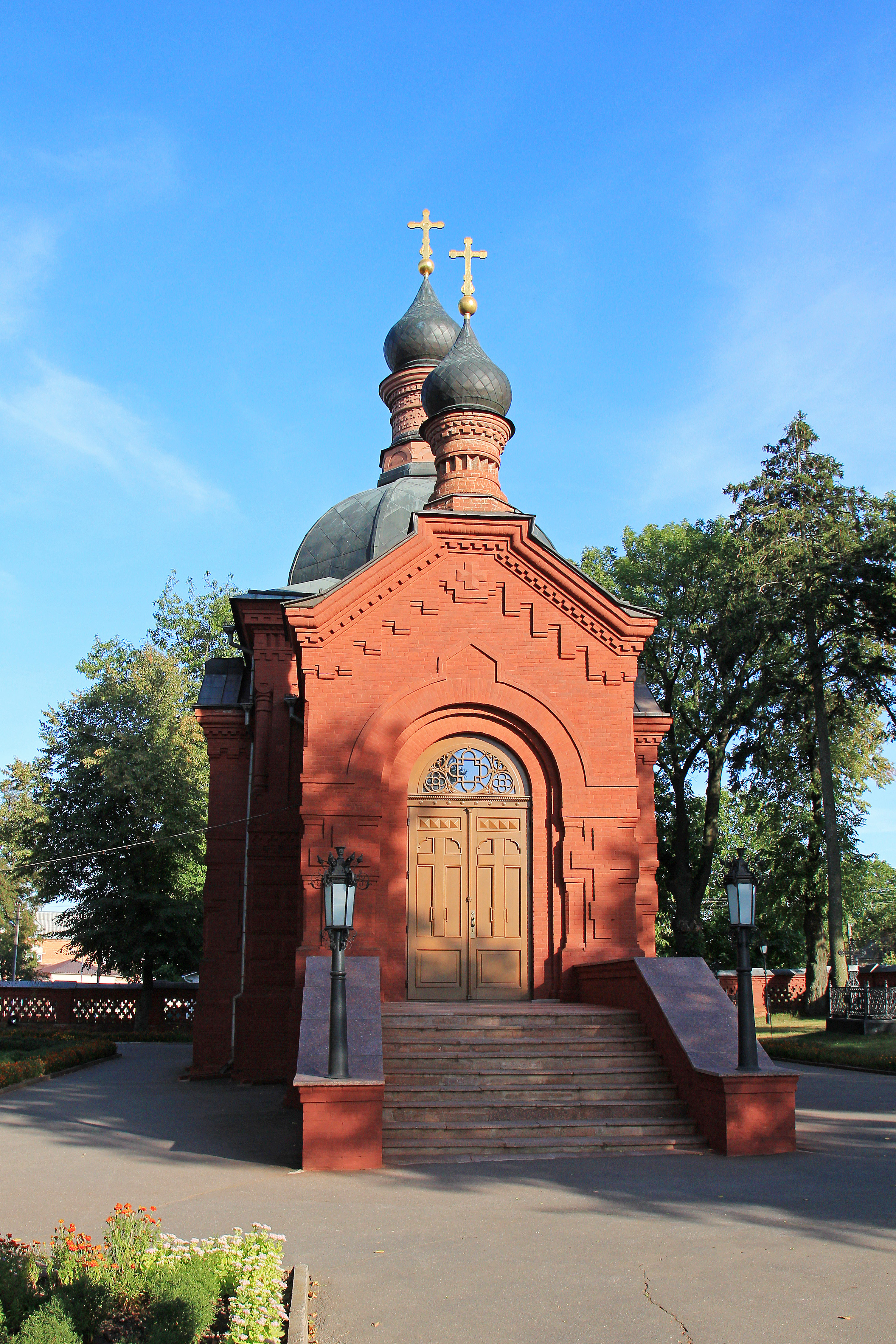
Церковь-некрополь, где хранится тело Н. И. Пирогова, Музей-усадьба Пирогова в Виннице

- В черте Винницы в с. Пирогово находится музей-усадьба Н. И. Пирогова, в километре от которой располагается церковь-усыпальница, где покоится забальзамированное тело выдающегося хирурга (Мавзолей Пирогова);
  - Пироговские чтения проводимые в Виннице.
  - В честь Н. И. Пирогова назван (с 1960 года) Винницкий национальный медицинский университет имени Н.И. Пирогова — ВНМУ им. Н. И. Пирогова;
  - Улица Пирогова — самая длинная улица Винницы (4,7 км) названа в честь Н. И. Пирогова;
  - Памятник Н. И. Пирогову в Виннице на улице Пирогова.
  - Школа № 1 (гуманитарная гимназия) в Виннице носит имя Н. И. Пирогова;
- В Одессе в честь Пирогова назван Одесский окружной госпиталь, во дворе которого установлен бюст великого учёного;
  - В Одессе существует улица и переулок Пироговские, названые в честь великого учёного.
  - Имя Н. И. Пирогова носил Одесский медицинский институт (сейчас Одесский национальный медицинский университет);
  - Санаторий им. Н. И. Пирогова расположен в парковой зоне северо-восточной части г. Одессы, на берегу Куяльницкого лимана в 13 км от центра города (Куяльницкий курорт).
- Улица Пирогова в Киеве проходит от станции метро «Университет» до улицы Богдана Хмельницкого, на углу которых располагаются: музей истории медицины (здание анатомического театра — одно из лучших в Европе, — здесь же работал великий хирург и просветитель Н. И. Пирогов) и поликлиника № 1 Шевченковского района со станцией скорой медицинской помощи.
- Памятник в Днепре (ул. Старокозацкая, возле военного госпиталя).
- Бюст Пирогова у входа в здание 1-й городской больницы Луганска.
- Бюст Пирогова в сквере на территории БСМП (больница скорой медицинской помощи) в г. Николаеве

## В Белоруссии
- Улица Пирогова в городе Минске.
- Улица Пирогова в городе Борисове.

## В Болгарии

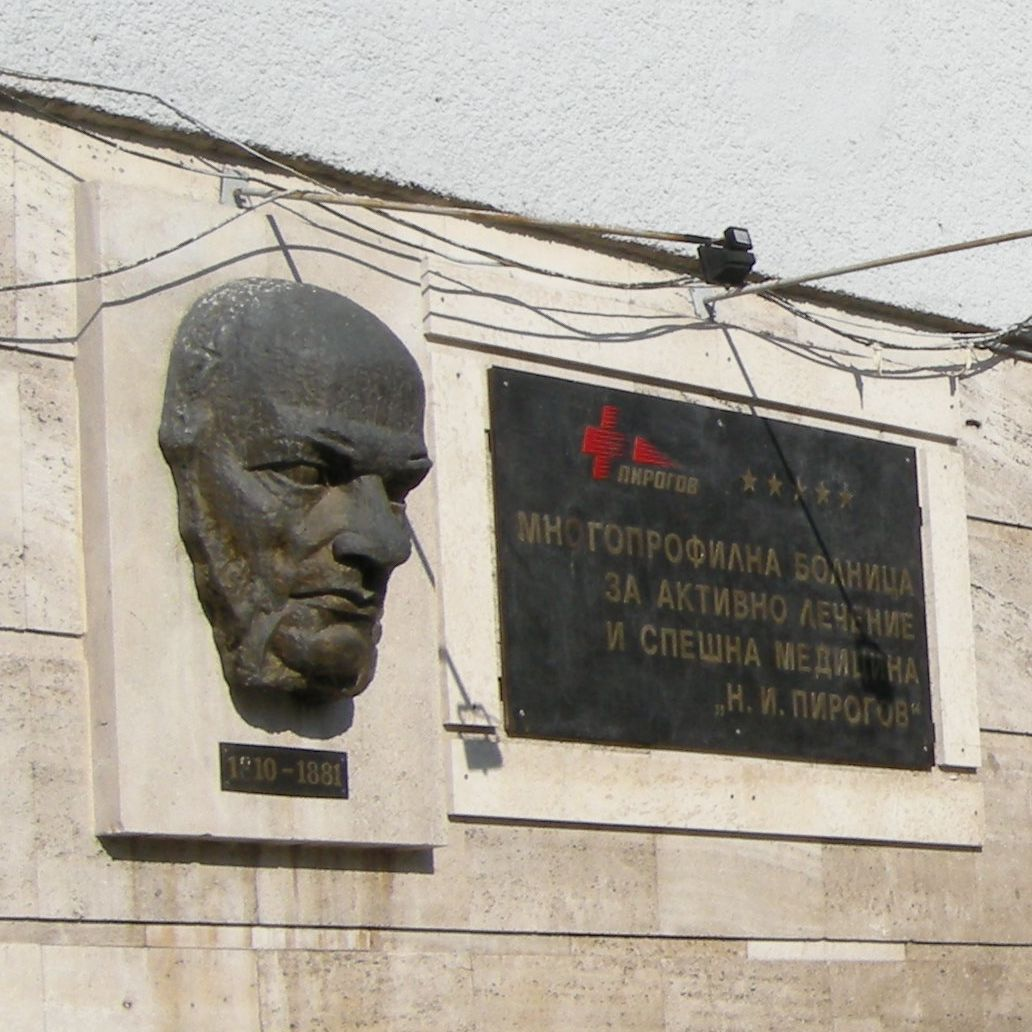
Скульптурный портрет Н. И. Пирогова на фасаде больницы в Софии, носящей его имя

В Болгарии в знак признательности Н. И. Пирогову воздвигнуто 26 обелисков, 3 ротонды и памятник в Скобелевском парке в Плевне. В деревне Бохот, на том месте, где стояла русская 69-я военно-временная больница, создан парк-музей «Н. И. Пирогов».
В 1951 году в Софии была создана первая в Болгарии больница скорой медицинской помощи, названная именем Н. И. Пирогова. Позже больница многократно меняла своё название — на «Институт скорой медицинской помощи», «Республиканский научно-практический институт скорой медицинской помощи», «Научный институт спешной медицины», «Многопрофильная больница для активного лечения и скорой помощи» и наконец — «Университетская МБАЛСП». За всё это время скульптурный портрет Пирогова на фасаде здания при входе ни разу не менялся. Теперь в МБАЛСМ «Н. И. Пирогов» трудятся 361 врач-ординатор, 150 научных сотрудников, 1025 медицинских специалистов и 882 работника вспомогательного персонала. Все они гордо называют себя «пироговцы». Больница считается одна из лучших в Болгарии, и в ней лечатся свыше 40 тыс. стационарных и 300 тыс. амбулаторных пациентов в год.
14 октября 1977 года в Болгарии была напечатана почтовая марка «100 лет с прибытия академика Николая Пирогова в Болгарию».

## В Эстонии
Памятник в Тарту — расположен в парке на холме Тоомемяги. Открыт в 1952 году (скульпторы: Й. Раудсепп, П. Тарвас, А. Вольберг, М. Мельдер).

## В Молдавии
В честь Н. И. Пирогова названы улицы в Резине и Кишинёве.

## В Польше
Имя Николая Ивановича Пирогова носит специализированная больница (пол. Wojewódzki Specjalistyczny Szpital im. Mikołaja Pirogowa) в Лодзи.

## В филателии

Почтовые марки
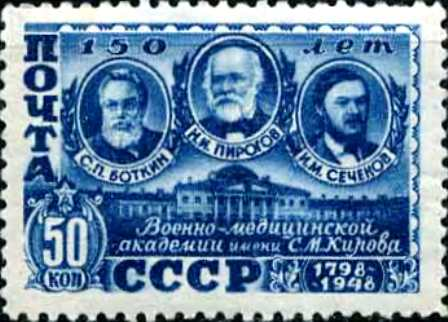
Почтовая марка СССР, 1949 год: врач-терапевт С.П. Боткин (1832-1889), хирург Н.И. Пирогов (1810-1881) и физиолог И.М. Сеченов (1829-1905).
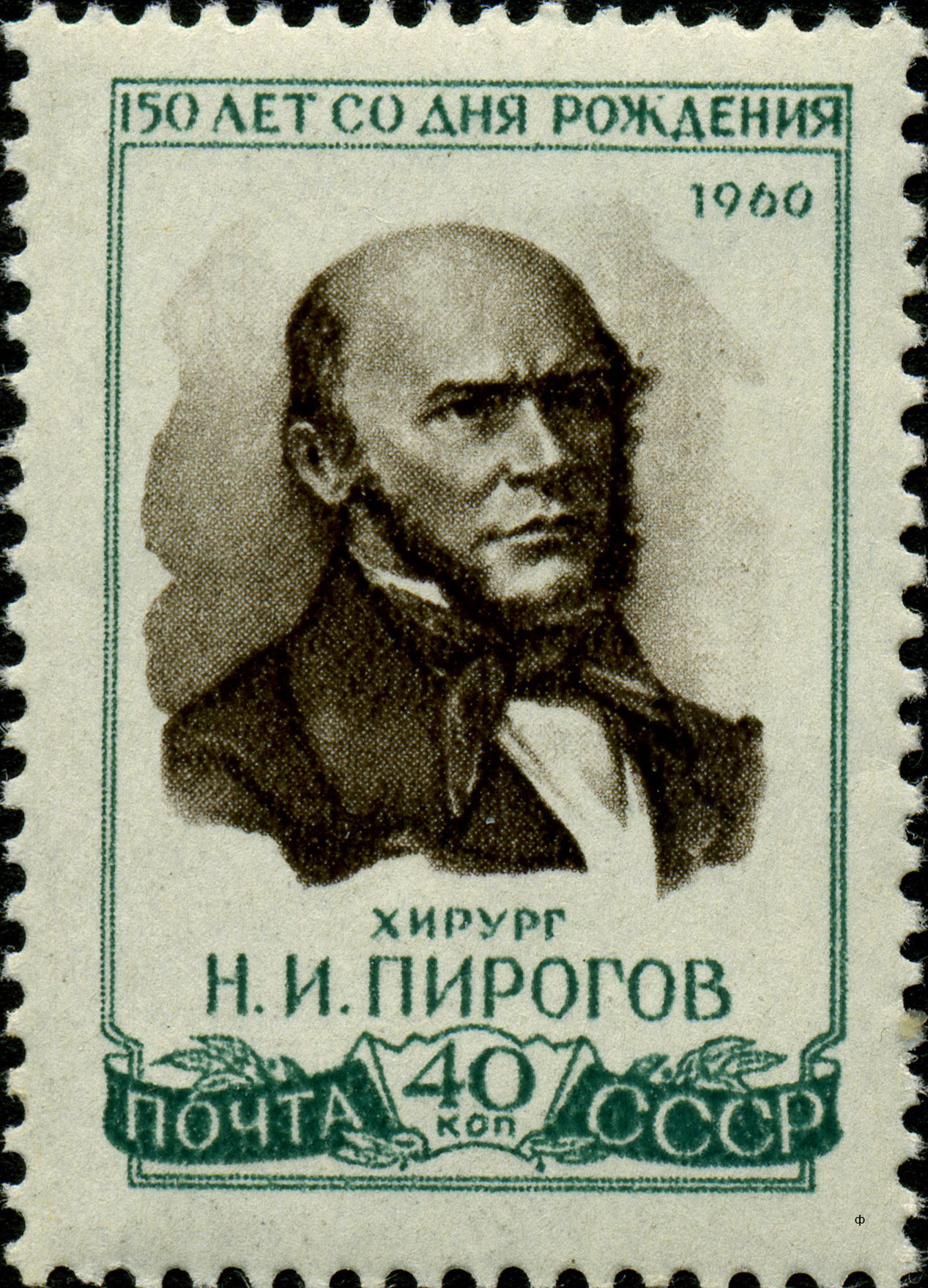
Почтовая марка СССР 1960 года в честь 150-летия Пирогова.
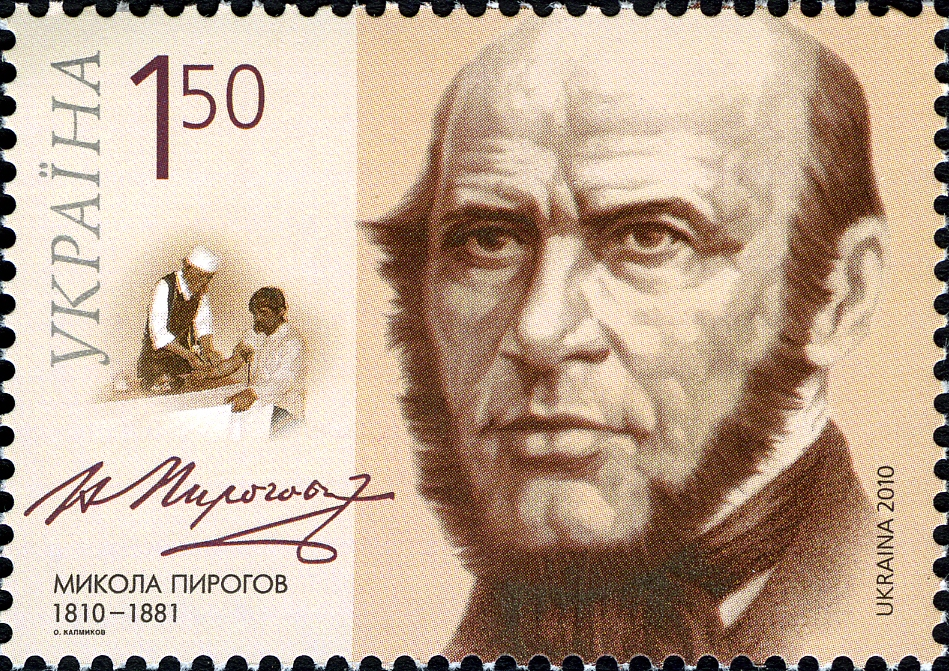
Почтовая марка Украины 2010 года в честь 200-летия Пирогова.
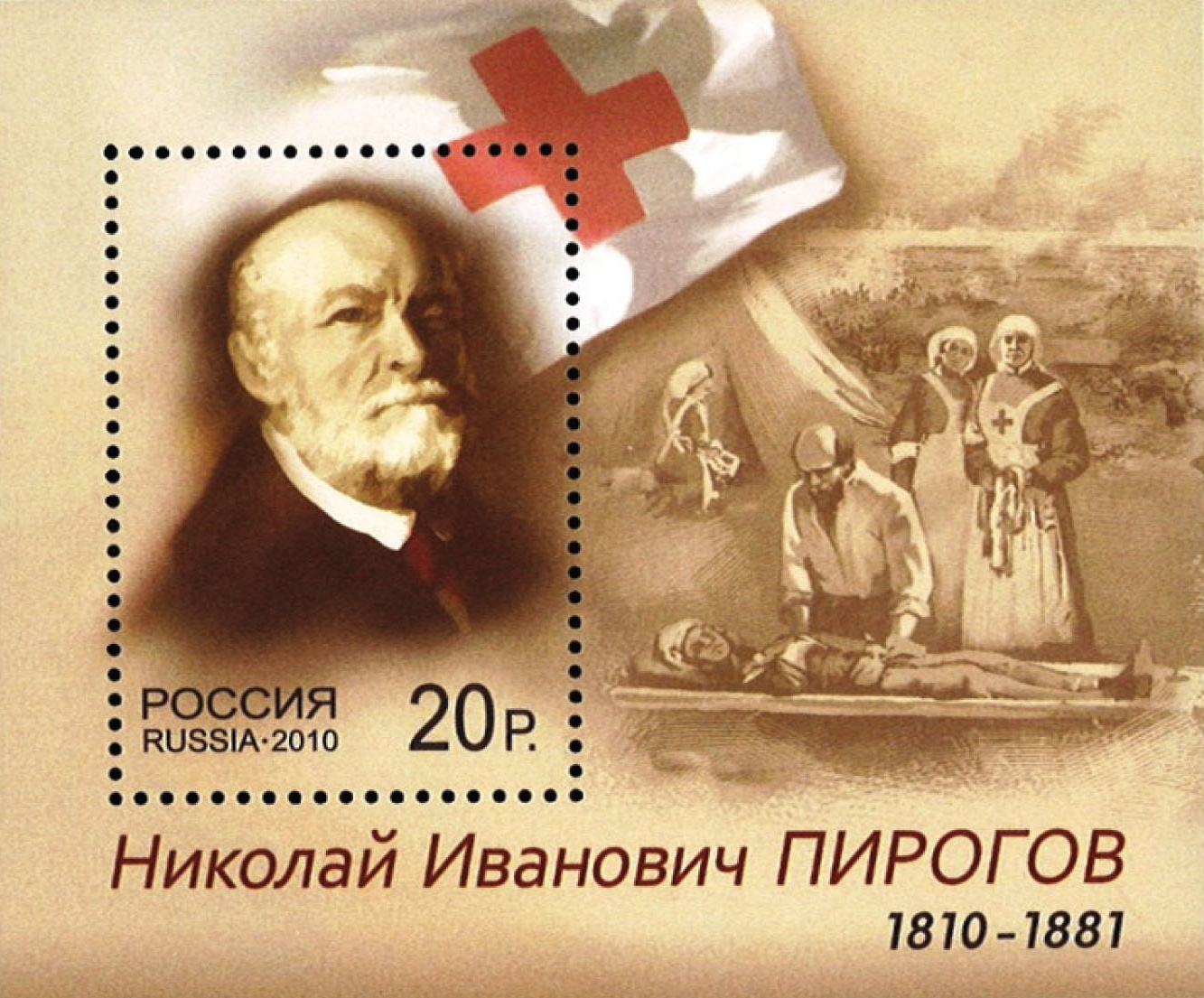
Почтовая марка России 2010 года в честь 200-летия Пирогова.

## В фалеристике
Память о Н. И. Пирогове отражена в значках, выпущенных различными учреждениями, в разные годы.